# Sing for Absolution
"Sing for Absolution" é uma canção da banda inglesa de rock alternativo Muse do seu álbum de estúdio Absolution. A música foi liberada como Single em maio de 2004 alcançando a 16ª posição no UK Singles Chart. A música também aparece no DVD da Absolution Tour. Ainda uma versão acústica da canção foi lançada como B-side para o single "Butterflies and Hurricanes".
A canção chegou a posição #16 na UK Singles Chart.

## Faixas
Todas as faixas escritas e compostas por Muse. 
| 7" vinil |                       |         |  |
| N.º      | Título                | Duração |  |
| 1.       | "Sing for Absolution" | 4:55    |  |
| 2.       | "Fury"                | 5:02    |  |

| DVD |                                   |         |  |
| N.º | Título                            | Duração |  |
| 1.  | "Sing for Absolution" (video)     |         |  |
| 2.  | "Sing for Absolution" (audio)     |         |  |
| 3.  | "Sing for Absolution" (making of) |         |  |
| 4.  | "Big Day Off" (Video)             |         |  |
| 5.  | "Artwork Gallery of the band"     |         |  |

### Versão Holandesa
| CD1 |                                                                   |         |  |
| N.º | Título                                                            | Duração |  |
| 1.  | "Sing for Absolution" (Versão de radio)                           |         |  |
| 2.  | "Bliss" (Ao vivo de Ahoy Rotterdam, 6 de novembro de 2003)        |         |  |
| 3.  | "Sunburn" (Ao vivo de Ahoy Rotterdam, 6 de novembro de 2003)      |         |  |
| 4.  | "Feeling Good" (Ao vivo de Ahoy Rotterdam, 6 de novembro de 2003) |         |  |

| CD2 |                                           |         |  |
| N.º | Título                                    | Duração |  |
| 1.  | "Sing for Absolution" (versão de estúdio) |         |  |
| 2.  | "Time Is Running Out" (Video clipe)       |         |  |
| 3.  | "Hysteria" (Video clipe)                  |         |  |
| 4.  | "Sing for Absolution" (Video clipe)       |         |  |

| CD3 |                                 |         |  |
| N.º | Título                          | Duração |  |
| 1.  | "Sing for Absolution"           |         |  |
| 2.  | "Time Is Running Out" (Ao vivo) |         |  |
| 3.  | "Ruled By Secrecy" (Ao vivo)    |         |  |
| 4.  | "The Small Print" (Ao vivo)     |         |  |

## Tabelas musicais
| Paradas (2004)                               | Melhor posição |
| -------------------------------------------- | -------------- |
| Bélgica (Ultratip Bubbling Under da Valônia) | 17             |
| França (SNEP)                                | 47             |
| Itália (FIMI)                                | 45             |
| Países Baixos (Dutch Top 40)                 | 12             |
| Países Baixos (Single Top 100)               | 7              |
| Reino Unido (UK Singles Chart)               | 16             |